# FC Lokomotiv Dzhalal-Abad
El FC Lokomotiv Dzhalal-Abad un equipo de fútbol de Kirguistán que juega en la Segunda División de Kirguistán, la segunda categoría de fútbol en el país.

## Historia
Fue fundado en el año 1969 en la ciudad de Dzhalal-Abad por empleados de ferrocarriles con el nombre Stroitel y cambiaron de nombre en varias ocasiones:
- Stroitel (1969-72)
- Khimik (1972-74)
- Stroitel (1974-76)
- Khimik (1976-92)
- Cockart (1992-95)
- Kokart-Petrofak (1995-96)
- Jalal-Abad (1996-97)
- Dynamo (1997)
- Jalal-Abad (1998-99)
- Asyl (1999-2005)
- Lokomotiv (2007)
- Kambar-Ata (2008-09)
- Kokart-95 (2009-12)
- Asyl (2012-17)
- Jalal-Abad (2017-18)
- Lokomotiv (2018-)

Durante el periodo soviético el club fue campeón nacional en 1976 y ganó la copa en 1972.
En el año 2007 terminaron en un honroso cuarto lugar y llegaron a la final de la Copa de Kirguistán, la cual perdieron ante el FC Abdish-Ata Kant.
A inicios de la temporada 2008, el club presenta problemas financieros por malos manejos internos, lo que provocaron que en el mes de abril el club abandone la Liga de fútbol de Kirguistán justo antes de que la liga iniciara, marcando lo que ha sido la inestabilidad económica que han tenido desde su fundación, lo que históricamente han hecho que hayan cambiado de nombre en varias ocasiones.

## Palmarés

### Era Soviética
- Liga Soviética de Kirguistán: 1

1976
- Copa Soviética de Kirguistán: 1

1972

### Era Independiente
- Copa de Kirguistán: 0
  - Finalista: 1

2007